# Pierre Pharaon
Pierre Pharaon (1925-1999) est un homme d'affaires et un homme politique libanais.

## Biographie
Il s’était lancé dans la politique en 1968 en se faisant élire député grec-catholique de Jezzine. Sa formation et son expérience en feront un candidat idéal pour présider la commission parlementaire de l’Économie.
Par la suite, il prendra ses distances du monde politique pour se consacrer à ses affaires au Liban et à l’étranger. Il dirige plusieurs sociétés, dans les secteurs du commerce, de la presse, de l'assurance et des pesticides.
En 1995, à la suite du décès de Joseph Moghaizel, il devient ministre de l'Environnement dans le cabinet de Rafiq Hariri ; un poste qu'il conservera jusqu'à l'automne 1996.
Sa carrière publique ne se limitera pas à la députation. Il fera également partie du Conseil municipal de Beyrouth (1962-1998) et est élu, en 1991, président de la société pour la protection et l’amélioration de la race chevaline, charge qu’il assumera jusqu’en 1998, date à laquelle il en sera élu président d’honneur à vie.
Pierre Pharaon jouera, aussi, un rôle au sein de la communauté catholique et sera élu, en 1991, vice-président du conseil supérieur communautaire.
Son fils, Michel Pharaon, est député de Beyrouth depuis 1996 et a été deux fois ministre d'État aux Affaires parlementaires, dans les gouvernements de Rafiq Hariri (2000-2003) et de Fouad Siniora (2005-).